# Ctenotus greeri
Ctenotus greeri är en ödleart som beskrevs av  Storr 1979. Ctenotus greeri ingår i släktet Ctenotus och familjen skinkar. Inga underarter finns listade i Catalogue of Life.